# لاري تايلور (موسيقي)
لاري تايلور (بالإنجليزية: Larry Taylor)‏ هو موسيقي أمريكي، ولد في 26 يونيو 1942 في نيويورك في الولايات المتحدة.

## وصلات خارجية
- لاري تايلور على موقع IMDb (الإنجليزية)
- لاري تايلور على موقع ميوزك برينز (الإنجليزية)
- لاري تايلور على موقع أول ميوزيك (الإنجليزية)
- لاري تايلور على موقع ديسكوغز (الإنجليزية)
- لاري تايلور على موقع قاعدة بيانات الفيلم (الإنجليزية)